# 태양년
태양년(太陽年, tropical year) 또는 회귀년은 봄부터 이듬해 봄까지의 평균으로, 지구상에서 계절이 반복되는 주기이다.
태양이 춘분점을 나온 뒤 황도상을 진행하여 다시 춘분점으로 돌아올 때까지의 시간으로 측정하며, 약 365.24219878일이다. 이 값은 세차운동에 따른 춘분점의 이동으로 인하여 100년에 약 0.5초씩 짧아지고 있다.
국제단위계에서 사용하는 단위이며, 그레고리력과는 약 0.0003일(26초)의 차이가 있다.

## 같이 보기
- 춘분점
- 항성년